# اشپالت
شهر اشپالت (به آلمانی: Spalt) در ایالت بایرن در کشور آلمان واقع شده‌است.

## نگارخانه

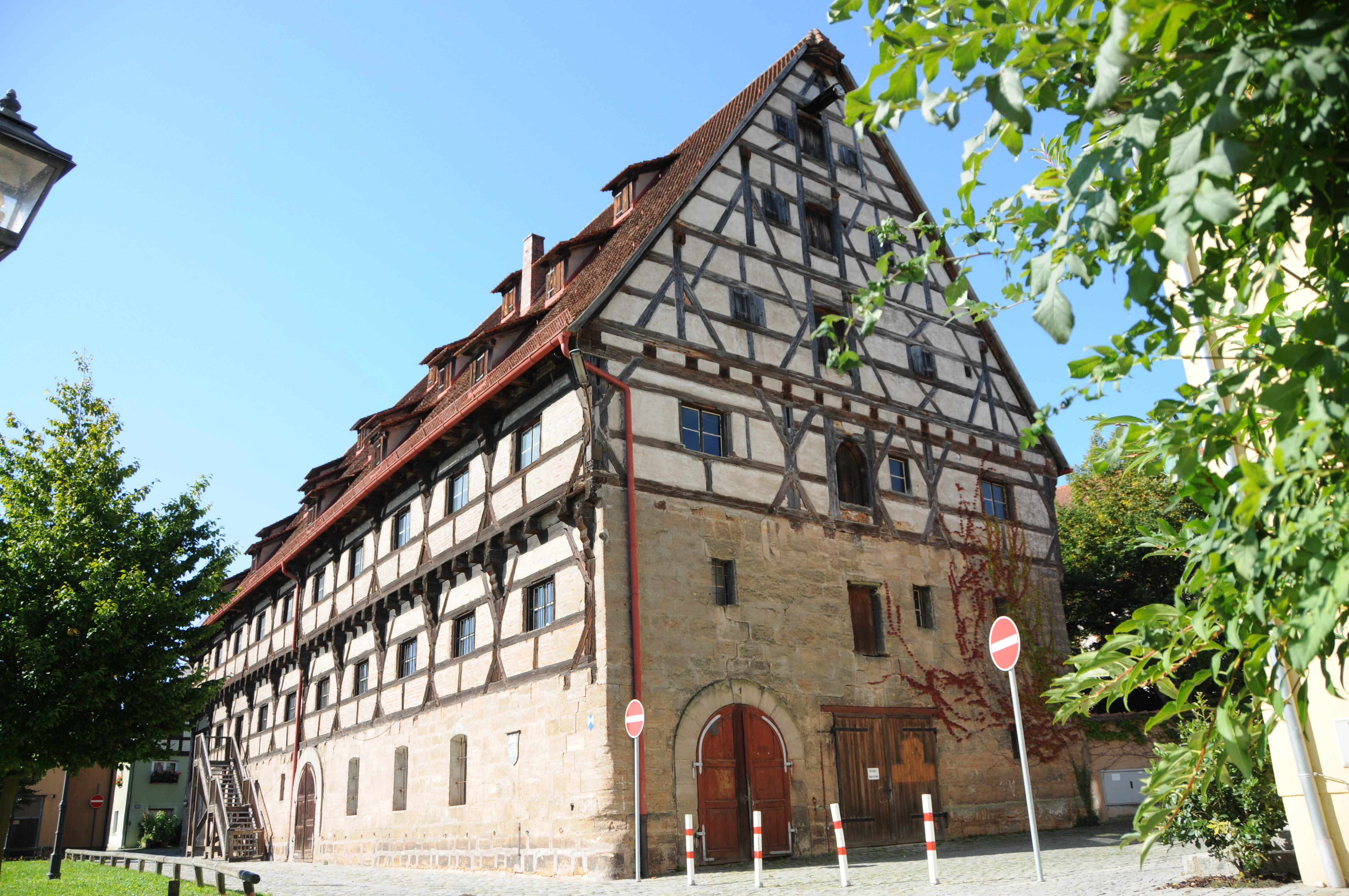
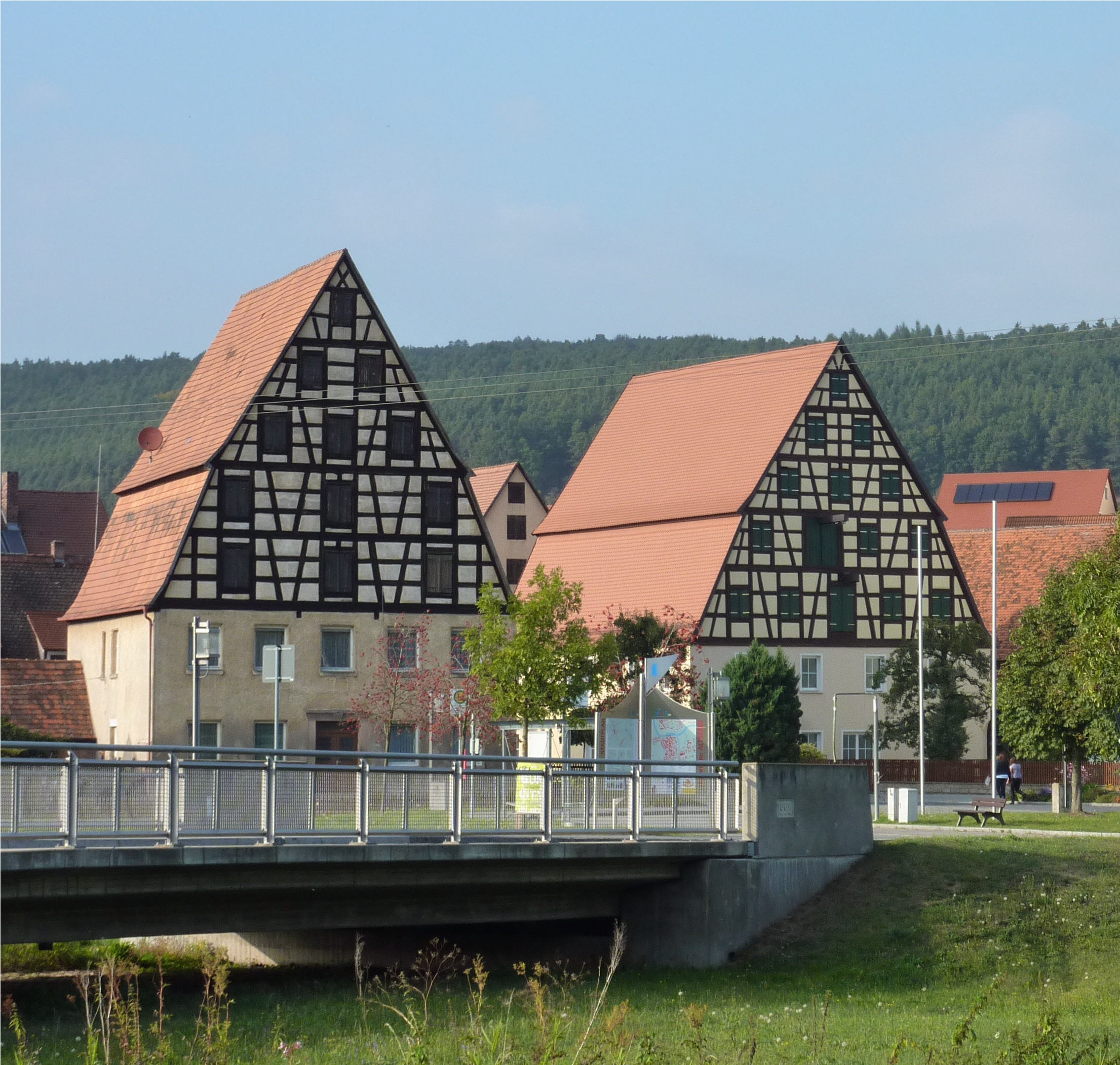
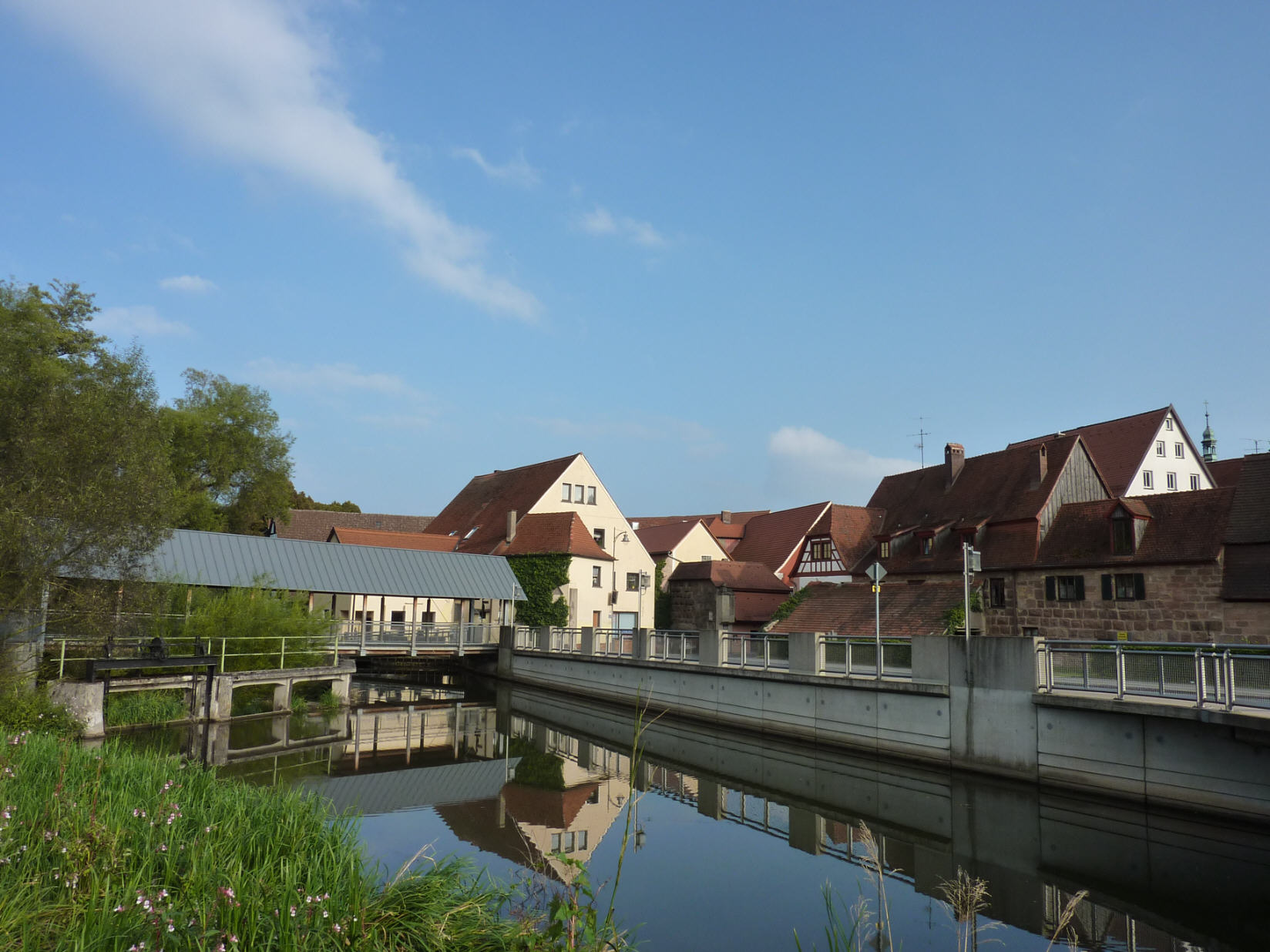
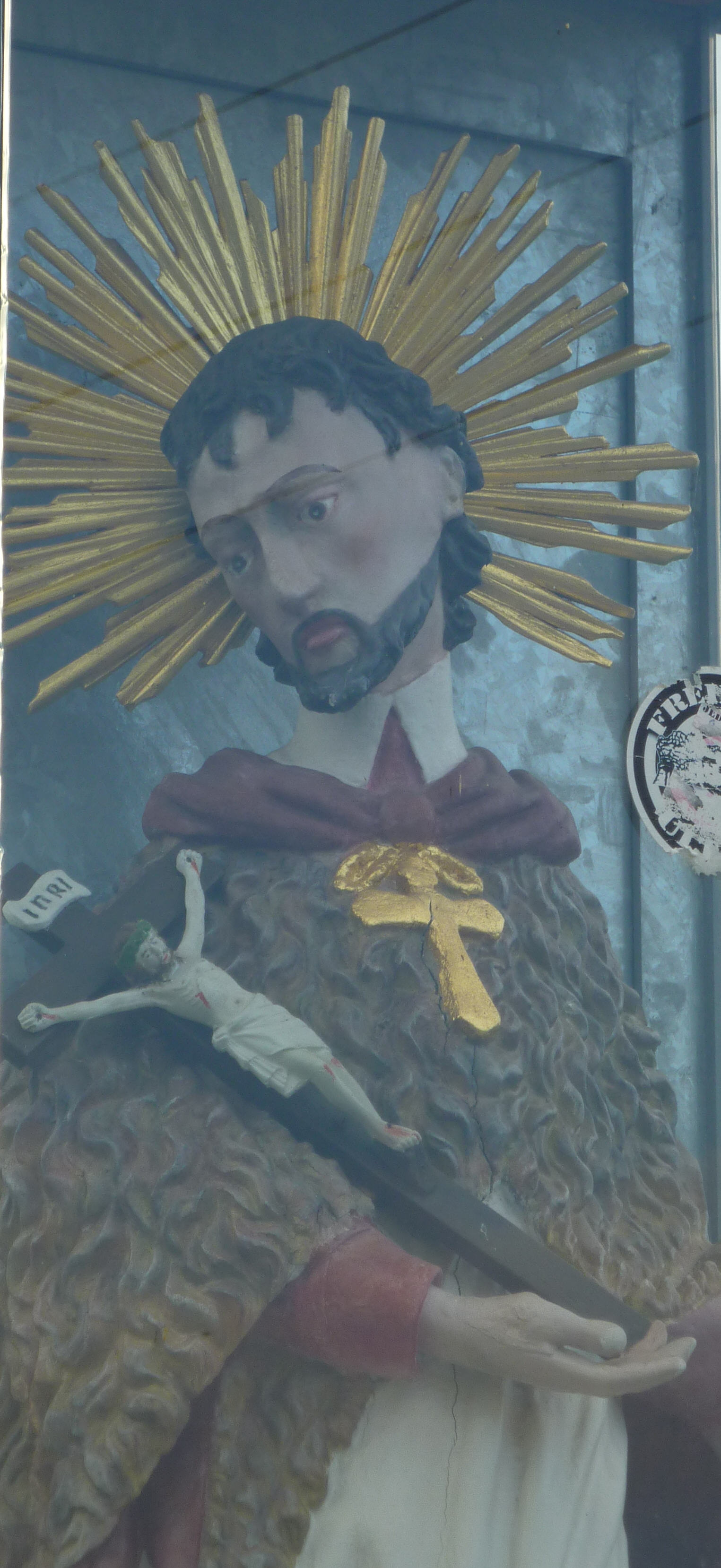
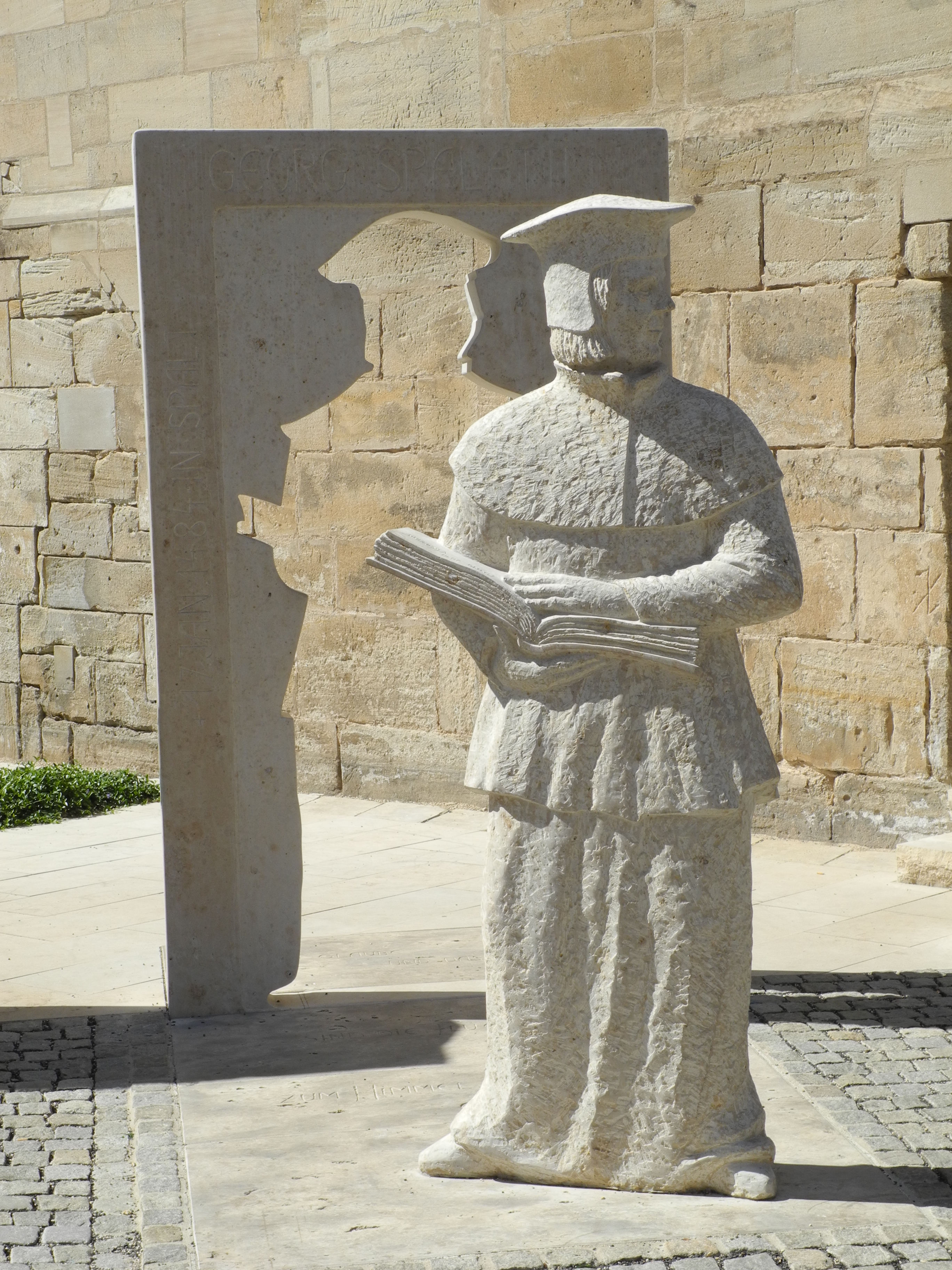